# شركة صناعات الفضاء الإسرائيلية
قالب:بطاقة شركة تحطيم شركة

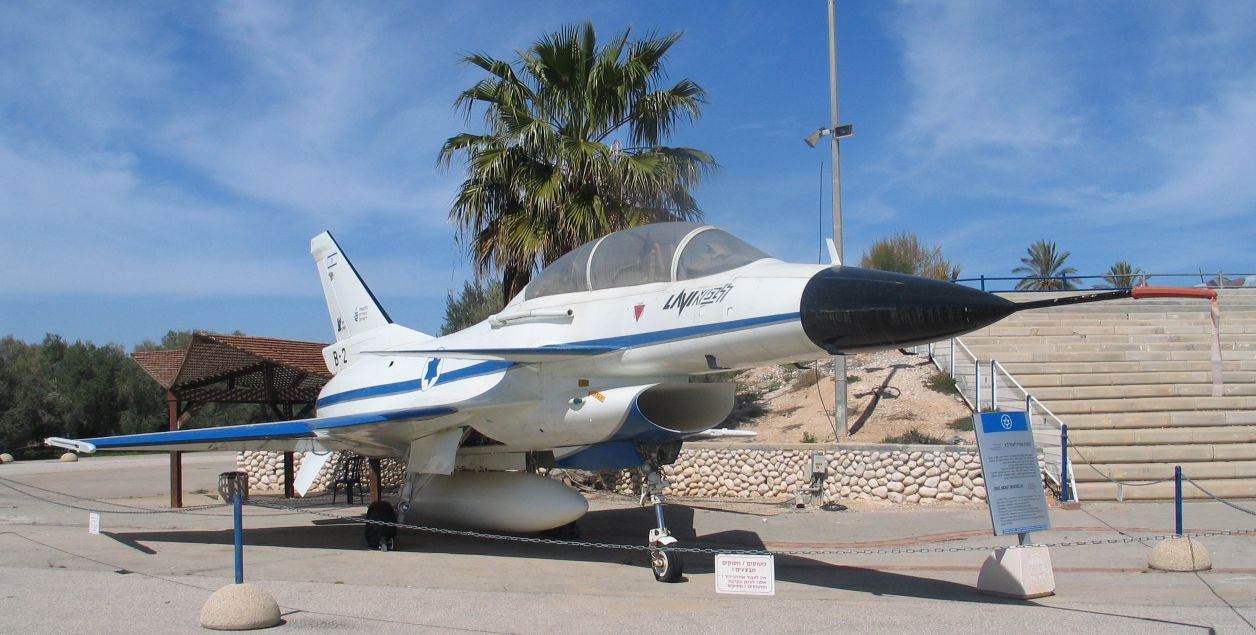
الطائرة I.A.I. Lavi

إسرائيل لصناعات الطيران والفضاء أو (Isrerael Aerospace I'Industries) ومختصرها (IAI) تنتج أنظمة جوية لكلا الاستعمالين العسكري والمدني. تمتلك 16,000 موظف ابتداءً من عام 2007.
بالإضافة إلى التصنيع المحلي للطائرات المقاتلة تصنع المؤسسة طائرات مدنية أيضاً ويؤدي أعمال الصيانة المحليّة للطائرات المصنعة أجنبياً والطائرات المدنية.
بالإضافة، تعمل الشركة على عدد من أنظمة هندسة الطيران والقذائف. في عام 2003، صناعات طائرات إسرائيل حاولت الدخول إلى مجال وسوق الطائرات الخفيفة جداً (VLJ (Very Light Jet)) بإطلاق أو تدشين مشروع أفوسيت المحتوي على (6-8) مقعد مع قائمة أسعار تصل تقريباً إلى نصف الكلفة الغاليةِ لطائرات الركاب الصغيرة المتوفرة في الأسواق من طرازات أخرى للعديد من مصانع الطائرات العالمية.
في أوائل عام 2006 توقف المشروع بعد انسحاب الولايات المتّحدة الشريك الرئيسي الغير معلن من البرنامجِ لأسباب غير محدّدة.
في السادس من نوفمبر/تشرين الثاني عام 2006 صناعات الطيران الإسرائيلية (Israel Air-craft industries)المحدودة («آي إيه آي») أو (IAI) غيّرت اسمها المتعلّق بالشركات رسمياً إلى إسرائيل لصناعات الطيران والفضاء (Israel Aerospace industries)المحدودة، غرض تغيير الاسم يعكس دقّة أكثر ويعكس المجال الحالي لفعاليات المؤسسة في الإطار الحربي والمدني، التي تتضمن اليوم ليس فقط الطائرات سواء طائرات دون طيار مثل أيتان (طائرة)، أو طائرة بطيار أو صواريخ مثل الصاروخ الحامل شافيت، لكن أيضاً أنظمة وأقمار صناعية مثل ساتل أفق (قمر صناعي) للأغراض المدنية أو التجسس، وقاذفات، بالإضافة إلى الأنظمةِ البحرية والأرضية.
إنّ الشركة تعمل حالياً على مجموعة تقنية الطيران لطراز التدريب العسكري مثل (ATG Javelin)، وهي طائرة من نوع المقاتلات ذات طيار. النسخة المتطورة يتوقع أن تكون منافسة لعدد كبير من طيارات التدريب العسكرية النفّاثة حيث تقدر تكلفتها أقل بكثير من مثيلاتها من المصنوعات العالمية من وجهة ثمنها وتكلفة صيانتها.تحطيم شركة الكهرباء

## تطور الإنتاج
بدأت مؤسسة «إسرائيل لصناعات الطيران والفضاء» في عام 1953 كشركة «بيديك أفياشن كومباني»
Bedek Aviation Company بغرض القيام بأعمال الصيانة وتصليح
الطائرات. ثم بدأ إنتاج الطائرة الشراعية «سلينجزبري» Slingsby Aviation
بتعاقد خاص عام 1957. بعد ذلك بدأت المؤسسة في إنتاج الطائرة الفرنسية Fouga Magister بتعاقد مع الشركة، وسميت في إسرائيل " تزوكيت Tzukit واستخدمت في القوات الجوية الإسرائيلية.

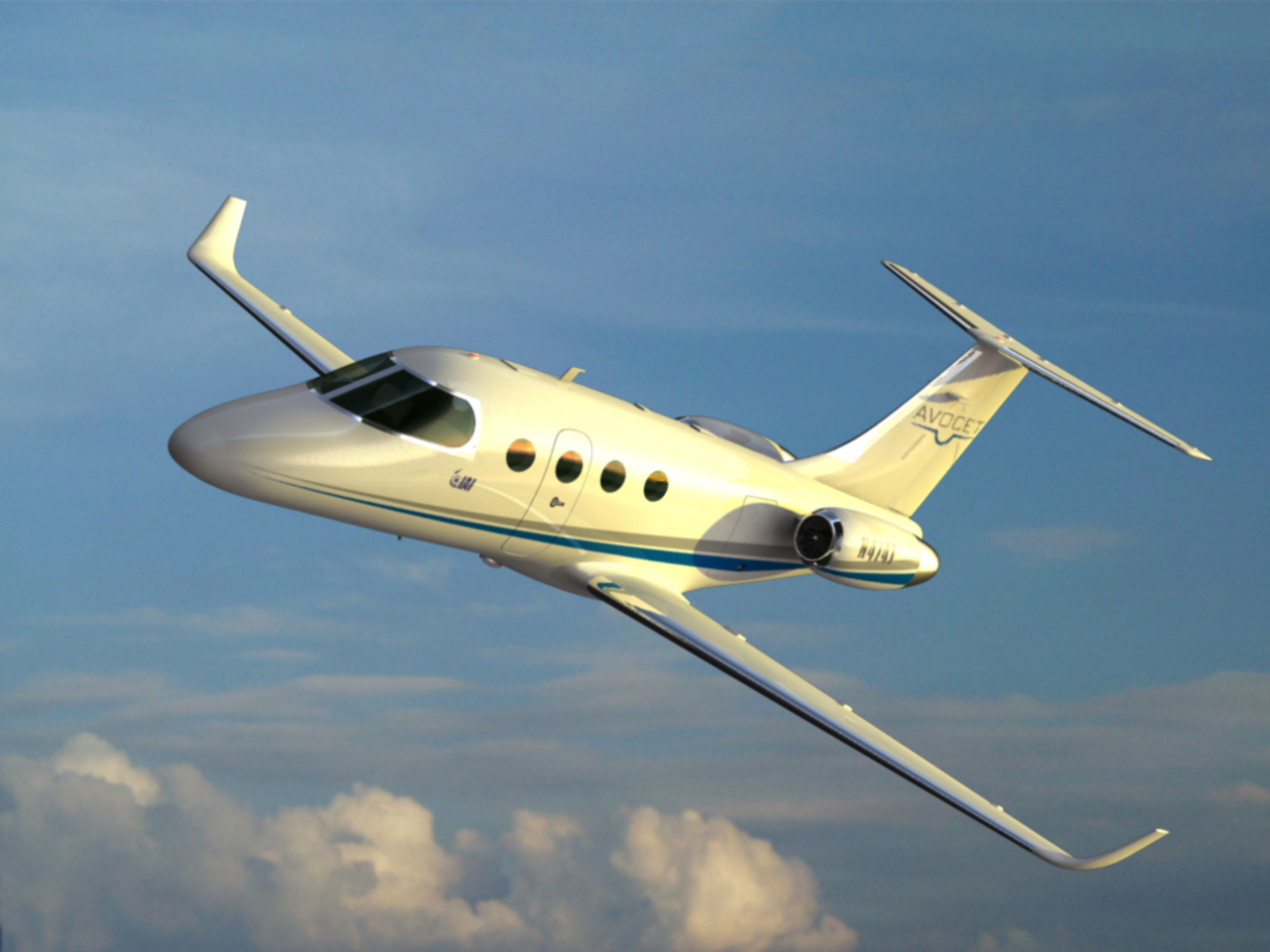
الطائرة "أفوسيت برو جيت "

ثم بدأت مؤسسة أي إيه آي عام 1966 بتصميمات لطائرة نقل خفيفة «أرفا» والتي قامت بأول طلعة طيران لها في 27 نوفمبر 1969. وأنتجت الطائرة أرفا Arava بعدد قليل للاستخدام في الأغراض المدنية من النوعين IAI 101/102، وصنع منها أيضا الطراز الحربي من نوع IAI 201، وصدّرت إلى بلاد عديدة من بلدان أمريكا الجنوبية، ووسط أمريكا.
وتحولت شركة بيديك للطائرت إلى «إسرائيل لصناعات الطيران والفضاء» في أبريل 1967، وقسمت إلى عدة أقسام تختلف منتجاتها.
وحازت مؤسسة الطيران آي إيه آي على عقد تصنيع الطائرة النفاثة ذات المحركين من طراز "جيت كوماندار " من شركة روكويل ستاندارد أفييشن ". وطورت المؤسسة الإسرائيلية تلك الطائرة لتكون الطائرة IAI 1124، والتي تسمى أيضا "وست ويند"، وبدأ أنتاجها عام 1976. واستخدم نوع من تلك الطائرة للاستكشاف البحري، وصدر منها عدد من طراز "سي سكان " SeaScan“، أي "مسح البحر" وبيعت في السوق العالمي.
وتمثل إنتاج أول برنامج حربي للطائرات المقاتلة من طراز I.A.I. Nesher، وهي طائرة إسرائيلية بنيت على غرار الميراج 3 إي المقاتلة المتقدمة الفرنسية. وطورت وصنعت إسرائيل نوع من طائرة الميراج 3 المعدلة تحت اسم I.A.I. Kfir. وقدمتها للاستخدام في السلاح الجوي الإسرائيلي خلال الأعوام الأولى من السبعينيات في القرن الماضي، كما قامت بتطويرها وتحسينها في هيئة الطائرات ذات طيار واحد من الأنواع C/C2/C7 وكذلك من الطائرات ذات المقعدين من النوعين TC2 و TC7.

## التطور بعد الثمانينيات

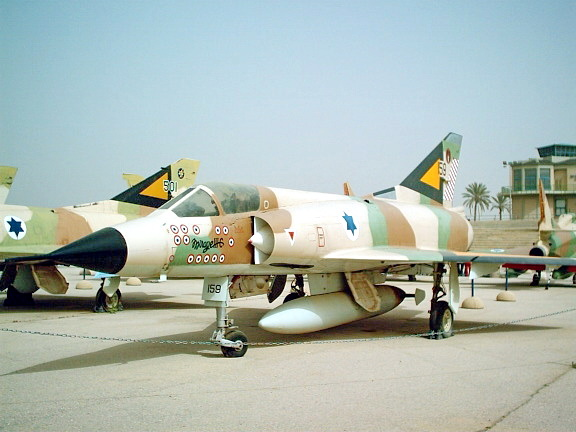
طائرة ميراج الثالثة تابعة للقوات الجوية الإسرائيلية.

بدأت مؤسسة الطيران الإسرائيلية قرب نهاية السبعينيات من القرن الماضي في أنتاج الطائرة الحربية الأمريكية «إف 16» من «جنرال دايناميكس» F-16.
وفي نوفمبر 2006 تغير اسم المؤسة من «إيركرافت» إلى «إيروسباس» أي «للطيران والفضاء»، وذلك بغرض توسيع إمكانيات الإنتاج في حيز إنتاج الطائرات، تقنية الفضاء، وتقنيات البحرية والأرضية.
وأنتجت طائرة I.A.I. Lavi، التي كانت تعتبر متقدمة على المستوى العالمي، إلا أن إنتاجها توقف قرب نهاية الثمانينيات من القرن الماضي بسبب تعثرات مالية. وبغرض المحافظة على الخبرات المكتسبة من مشروع Lavi فقد قررت المؤسسة بتصميم يسمح بإقران هيكل الطائرة كفير Kfir بأنظمة طيران „Lavi“. واستمر ذلك البرنامج تحت اسم
IAI Nammer. كما يوجد برنامج لقسم الطيران LAHAV Division وهو يقوم بإنتاج الطائرة „Kfir 2000“.
وبغرض إجراء تحسينات على الطراز IDF/Heyl HaAvir فقد قامت مؤسسة آي إيه آي بتطوير طائرة الفانتوم 2000 (
Phantom 2000). وتقوم المؤسسة IAI الإسرائيلية بتحسين 54 طائرة من نوع F-4E للسلاح الجوي التركي، وهي من صناعة شركة ماكدونيل دوجلاس الأمريكية. وتطبق المؤسسة في ذلك الخبرات التي اكتسبتها من مشروع الفانتوم 2000، بما فيذلك من تحديث للحاسوب، وعددادت المقصورة، وأجهزة القتال الإلكترونية، وأنظمة الرادار الحديثة المسماة
Elta EL/M-2032-Multifunktions radar.

## أقسام المؤسسة

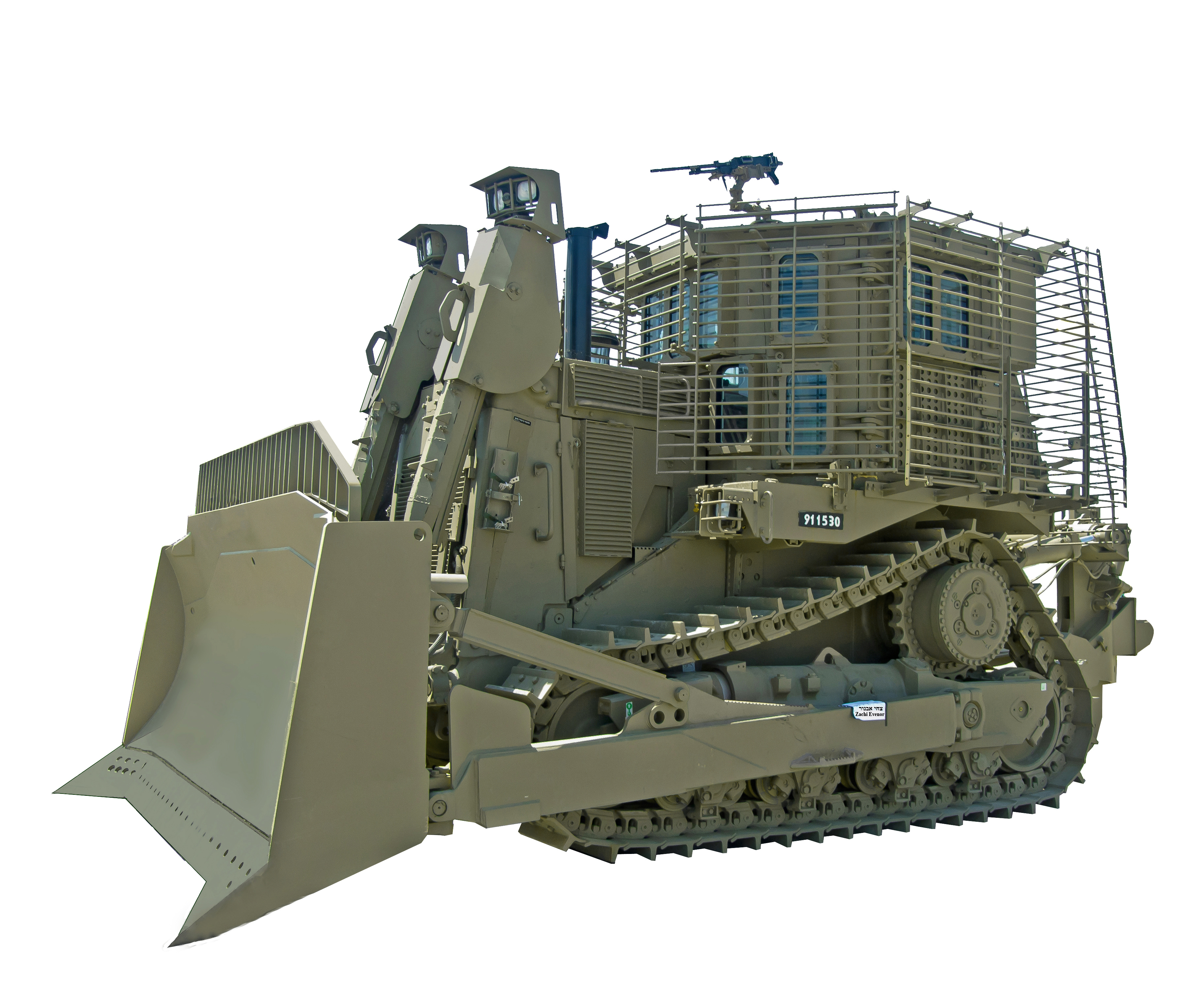
جرافة الجيش الإسرائيلي كاتربيلر دي-9

### مجموعة إلتا للإلكترونيات
تقع مجموعة إلتا للإلكترونيات IAI Elta Electronics Industries في أشدود وهي أكبر شركات صناعة إلكترونيات الطيران في إسرائيل. وبدأت تلك الصناعة أساسا الإنتاج فيإسرائيل بعقود لأنظمة من الولايات المتحدة وفرنسا. ثم بدأ تطوير وتحسين تلك الأنظمة، حتى وصل الأنتاج إلأى مرحلة إنتاج منتجات إسرائيلية عالية الكفاءة. فكانت الطائرات من طراز «كفير» مجهزة ب رادار من نوع Elta-Radar بالإضافة إلى عدة أنظمة أخرى من نوع إلتا، مثل أجهزة التشويش والخداع في القتال الجوي الإلكتروني.

### مجموعة ماتا للمروحيات

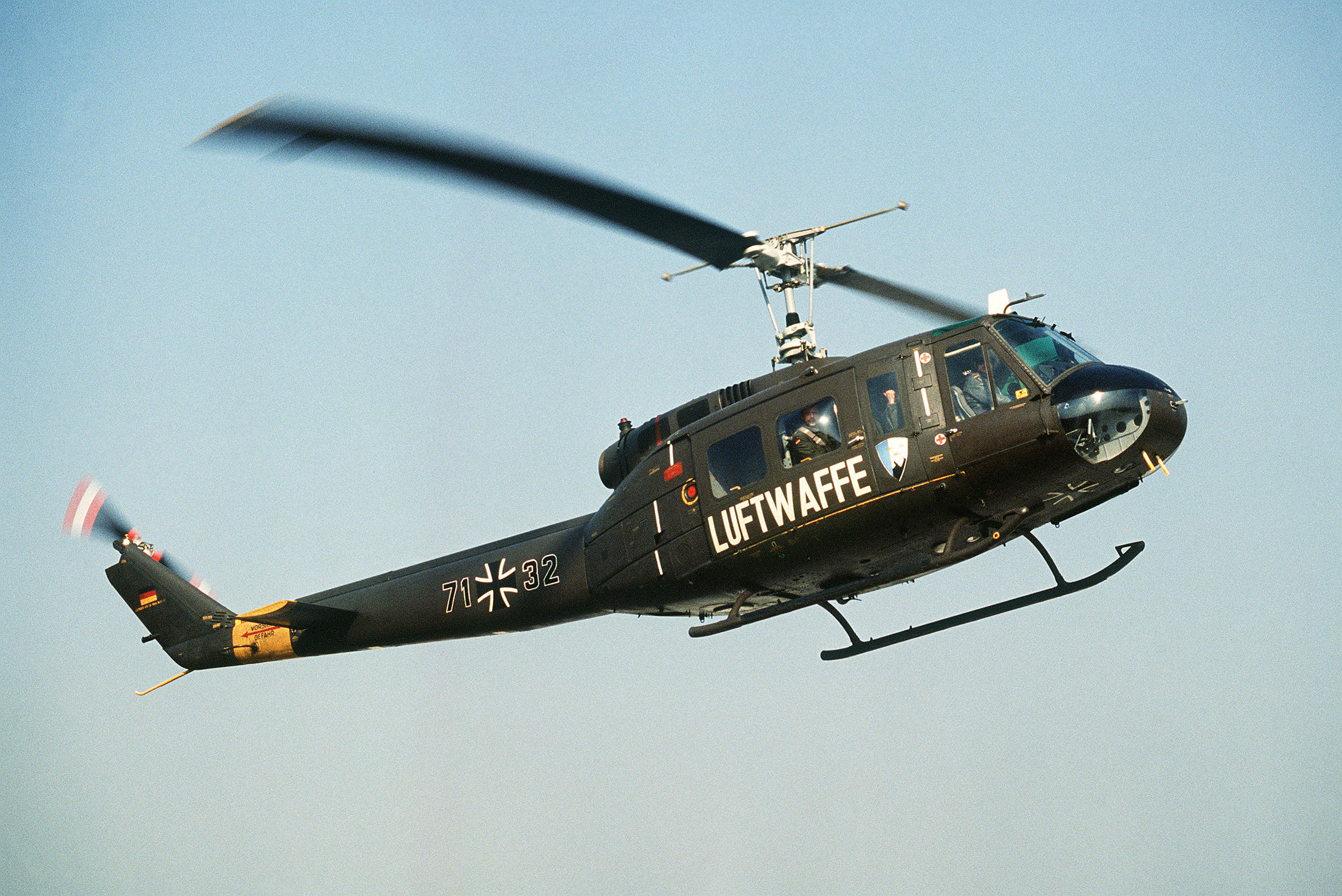
تحسينات على المروحية "هوي" الأمريكية.

تأسس قسم مجموعة ماتا لطائرات الهليكوبتر IAI MATA Helicopters Division في عام 1976. وبدأت أولا بصيانة وتصليح المروحيات، وتحسين أجزائها. وكان القسم مهتما أيضا ببرنامج لتحسين أنظمة سيكورسكي إس-Sikorsky S-65|CH-53 التي عفى عليها الدهر في إطار مشروع تحسينات يسمى CH-53/2000. وكانت التحسينات تتعمد التوصل إلى إطالة في مدة التشغيل وكذلك إدخال بعض التعديلات على أجهزة القيادة والمتابعة. ومن ضمن ما تقوم به مجموعة ماتا للمروحيات هو برنامج يختص بعرض أنظمة مستحدثة من آي إيه آي لتحسين Bell UH-1/UH-1 „Hueyفي الأسواق.

### قسم مالات
يقوم قسم آي إيه آي مالات Malat Division ببناء طائرات دون طيار متعددة الأنواع، منها *هيرون، طائرة إسرائيلية
و أيتان وغيرهما. وتعتبر صناعات هذا القسم من أجود المنتجات العالمية ومنافسة لمثيلاتها الأمريكية في الأسواق العالمية. يستخدم منها أعداد كبيرة في الهند والصين وتركيا، كما تستخدمها أستراليا وألمانيا في أفغانستان.

### قسم الصواريخ والأقمار الصناعية

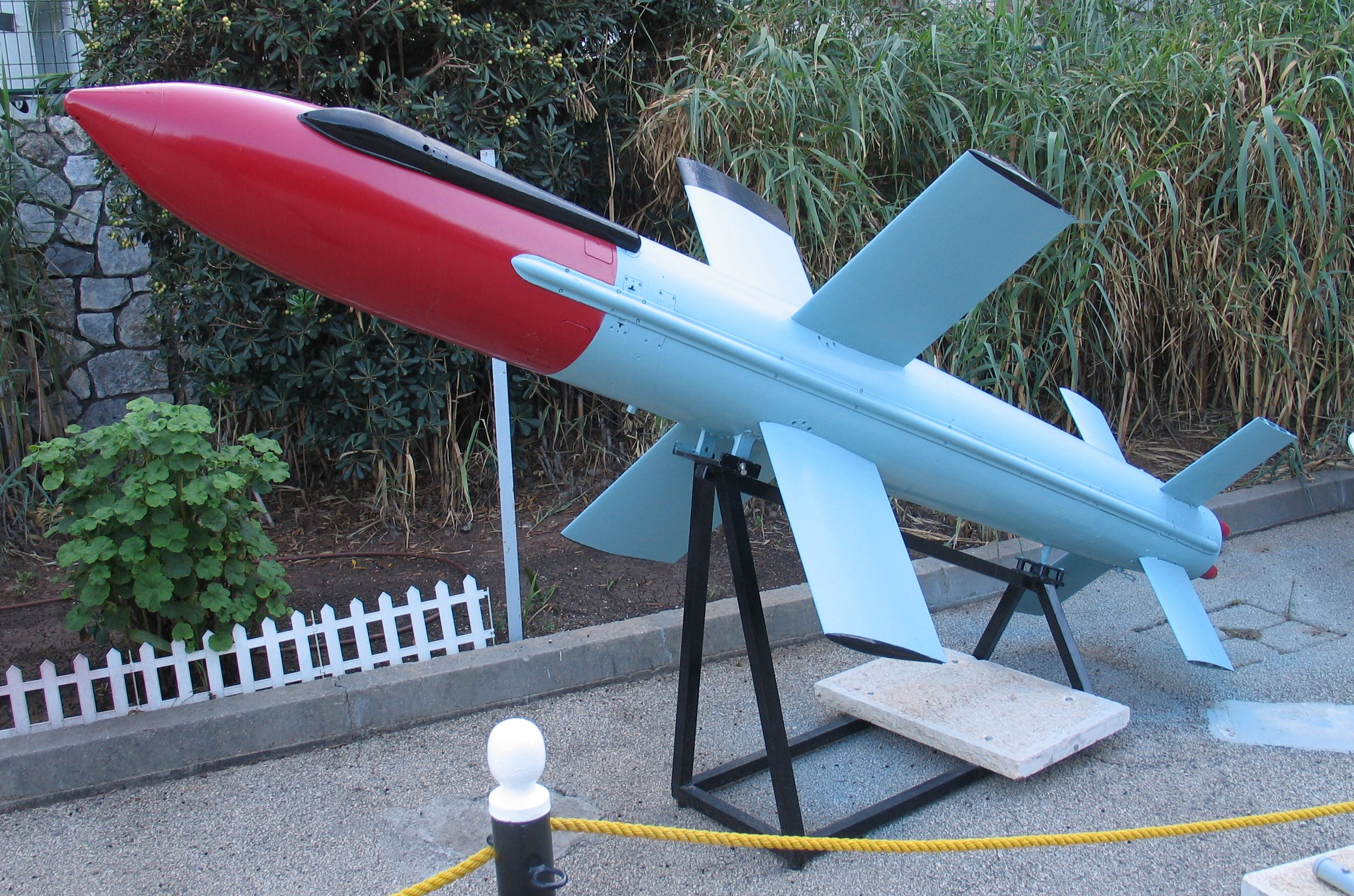
IAI Gabriel

يعتبر قسم الصواريخ والأقمار الصناعية MBT Missile Systems Division أحد أقسام مجموعة آي إيه آي للصواريخ والأنظمة الفضائية IAI Missile & Space Systems Group. وهي تقوم بتصميم وبناء صواريخ تستخدم في الأغراض الحربية والمدنية (أنظر شافيت).

### قسم إم إل إم
أنشأت إسرائيل قسم إم إلى إم في «بير ياكوب» عام 1957 ليتخصص في أنظمة الصواريخ. وقد قام القسم بتوسيع إطار إنتاجه ليشمل أنظمة الاتصالات، وأنظمة التدريب، وأنظمة التحكم. بالإضافة إلى ذلك يتمتع القسم بخبرات عبر سنوات طويلة من العمل في تطوير الخلايا الشمسية وإنتاج الجهد الكهرضوئي في الأقمار الصناعية. تستخدم بعض تلك المنتجات في إمداد القمر الصناعي الإسرائيلي أفق (قمر صناعي).

### قسم رامتا

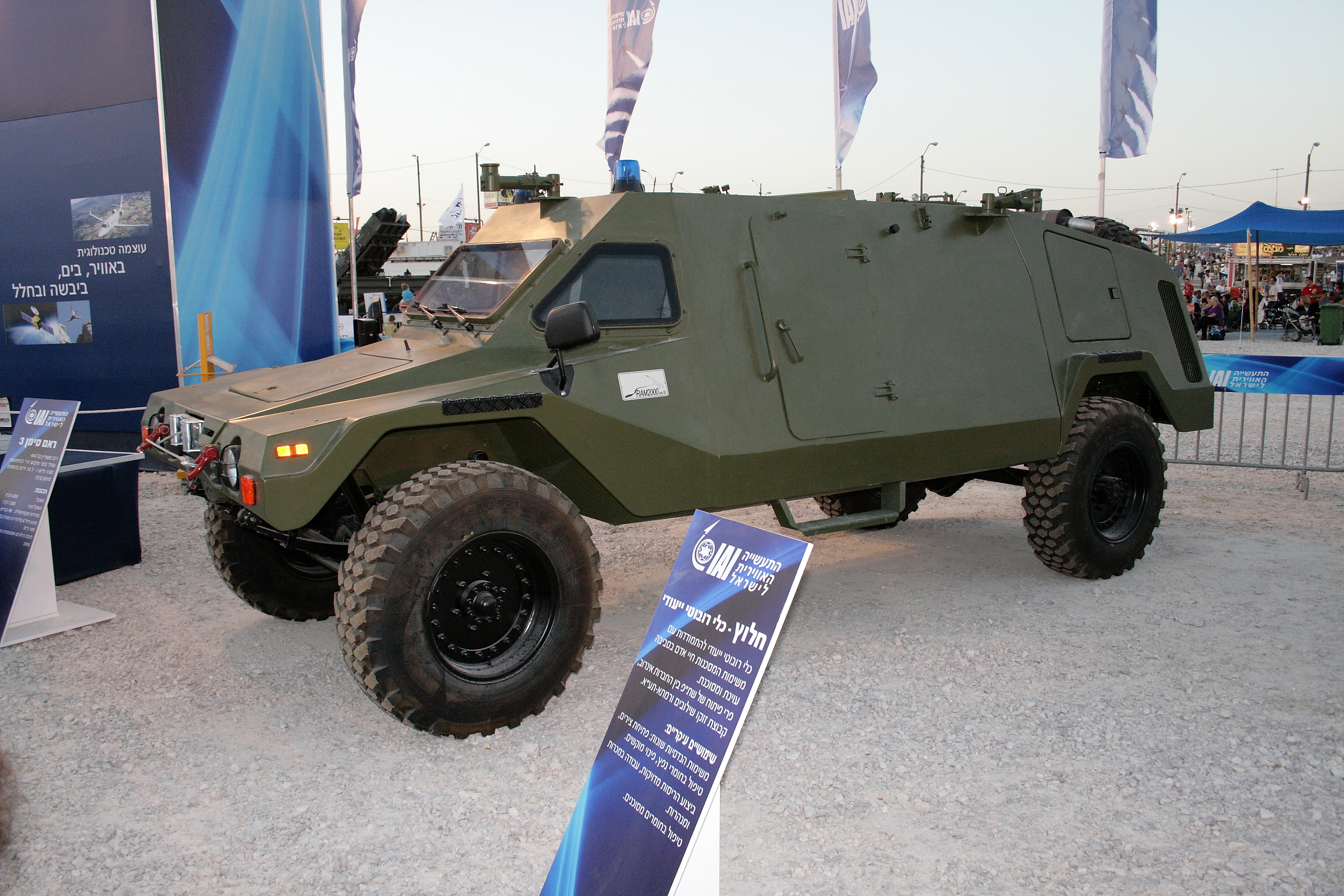
المصفحة رام-2000.

من بين ما يقوم قسم IAI Ramta Division الموجود في بير سبع به من أنتاج هو 
1. ↑  Kurzer Geschichtsabriss نسخة محفوظة 18 أبريل 2012 على موقع واي باك مشين.

إنتاج الزوارق البحرية السريعة من نوع «سوبر دفورا» Super Dvora والمصفحة رام-2000 (RAM-2000).

## وصلات خارجية
- موقع الويب الرسمي للمؤسسة
- Relman، Paul (ديسمبر 1993). "IAI Astra: Israel's star-struck biz jet". الجو الدولية. ج. 45 ع. 6: pp. 313–319. ISSN:0306-5634. {{استشهاد بدورية محكمة}}: |صفحات= يحتوي على نص زائد (مساعدة)
- Israel Aerospace Industries - official site.
- MBT Space Division